# Circuito di Snetterton
Il circuito di Snetterton è un tracciato situato nella Contea di Norfolk, Inghilterra. Sorge nei pressi del villaggio omonimo, a 20 km nord-est di Thetford ed a 30 sud-est di Norwich.

## Storia del circuito
Nacque come aeroporto militare (RAF Snetterton Heath) per le operazioni militari della Royal Air Force durante la seconda guerra mondiale e fu attivo tra il maggio 1943 ed il novembre 1948.
Nel 1951 si disputarono le prime gare automobilistiche, organizzate dall'Aston Martin Owner's Club, che unì le varie piste del vecchio aeroporto. Buona parte della sezione centrale si trovava quasi adiacente al percorso della statale A11.

Da allora, il circuito subì un gran numero di modifiche: la chicane Russell (così chiamata in onore di Jim Russell, che creò proprio su questo circuito la prima scuola di pilotaggio al mondo) fu aggiunta nel '65 per rallentare le auto in arrivo sul rettilineo di partenza, e che venne poi "ammorbidita" nel '67 e ridenominata in Russell Bend; nel 1974 venne anticipata l'entrata in pit-lane a poco prima della Russell Bend, ma soprattutto venne aggiunta la configurazione Club, di soli 3 km, che tagliava il Norwich Straight e l'Home Straight (facenti ora entrambi parte della configurazione Long) attraverso il nuovo rettilineo Revett.

Mappa del tracciato pre-2010

Nel 1980, il Long Course venne abbandonato, probabilmente per far scendere i costi di gestione e manutenzione del circuito. Da allora il Norwich Straight viene utilizzato per un mercato domenicale.
Rimasto solo il Club Course, il cui nome divenne più semplicemente Snetterton Circuit, esso si confermò uno dei più popolari circuiti inglesi, tanto da ospitare, sempre nel 1980, la prima 24 ore automobilistica in Gran Bretagna: la Willhire 24 Hour.
La Russell Bend divenne nuovamente una chicane nel 1990, per poi essere nuovamente (come 25 anni prima) "ammorbidita".

### Proprietà del circuito
Il circuito ha subito una serie di cambi di proprietà nel corso degli anni. Grovewood Securities acquistò Snetterton a metà degli anni '60, aggiungendolo al suo portfolio che includeva anche Brands Hatch, Oulton Park e Cadwell Park.
Nel 1986 John Foulston acquistò Grovewood e alla fine degli anni '90 i circuiti passarono nelle mani dell'Interpublic Group. Poi, nel 2004, il Motorsport Vision Group (MSV) dell'ex campione di F2 Jonathan Palmer acquistò tutti gli ex circuiti Grovewood, inaugurando un nuovo periodo di investimenti.
L'autodromo fu utilizzato dal Team Lotus (F1) e dalla Norfolk Racing Co (Le Mans) per testare le loro auto: vetture a ruote scoperte come le Lotus 49 e 38, o prototipi come la Bentley EXP Speed 8, vennero sviluppate su questo circuito.
Attualmente vi si organizzano eventi di British Touring Car Championship, F3 inglese, British GT Championship e Superbike britannica.

## L'era MSV
Nell'Ottobre del 2005, il proprietario del tracciato, Jonathan Palmer, annunciò dei lavori sul circuito. Il 23 settembre 2010 venne resa nota la costruzione di una nuova sezione interna del circuito che doveva essere ultimata per la stagione 2011. I lavori includono una nuova sezione lunga circa un miglio dopo la curva 2, modifiche alle curve 2 e 13, una maggior capienza di spettatori oltre all'aumento della sicurezza sulla pista.
A partire dal 2011 il circuito possiede tre varianti :

### Snetterton 300
È la configurazione principale, la più lunga, ed è il secondo circuito più lungo del paese. Include la vecchia sezione e la nuova parte della pista, e possiede la Licenza FIA di Grado 2. Attualmente su questa variante vengono disputati i campionati British Formula 3, British GT Championship, British Touring Car Championship e il Campionato Superbike Britannico. Il tornante Montreal venne rinominato Wilson in memoria del pilota britannico Justin Wilson, deceduto durante la Pocono 500 del 2015.
L'attuale record sul giro è Felipe Nasr (pilota brasiliano) alla guida di una Dallara F308-Volkswagen durante una gara del 2011 British GT/F3 Meeting col tempo di 1:39.933 alla velocità media di 106,95 miglia orarie. Il record del vecchio tracciato è detenuto da Klaas Zwart con un tempo di 54.687 ala velocità media di 128,50 miglia orarie .

Snetterton 200

### Snetterton 200
Questa variante percorre il perimetro della pista e, quindi, la vecchia parte del circuito. Questa variante è utilizzata principalmente per competizioni locali o per club.

### Snetterton 100
Questa variante percorre unicamente il nuovo circuito interno, e viene utilizzata per eventi monomarca come VW Fun Cup o la TVR Cup, ma anche per la scuola di pilotaggio o per test automobilistici. Inoltre, le configurazioni 100 e 200 possono essere utilizzate contemporaneamente, come avvenne nel 2011 in occasione del British Sprint Championship, disputatosi sulla variante 100, mentre competizioni per club avvenivano sulla variante 200.

Snetterton 100